# سالم سرور (لاعب كرة قدم)
سالم سرور لاعب كرة قدم سعودي سابق.
هو سالم عبد الله سرور العلوي من مواليد 1972 في العاصمة الرياض وسط السعودية, لعب لنادي الشباب كما مثل المنتخبات السعودية الثلاث.
وسالم كان يجيد اللعب في أكثر من مركز في وسط الملعب, ولكنه غالباً ماكان يلعب في مركز المحور, وكان يرتدي القميص رقم 14.
بدأ سالم اللعب مع الفريق الأول بالشباب منذ عام 1408هـ وحتى عام 1422هـ, وخلال المسيرة الكروية التي امتدت ل14 عاماً فهو قد حقق مع الشباب
15 بطولة, ويعد أكثر لاعب شبابي تحقيقاً للبطولات في تاريخ النادي.
أما عن مسيرته الدولية, فكان سرور قد مثل متخب الناشئين في كأس العالم 89 وساهم في تحقيق البطولة بتسديدة لركلة الترجيح الأخيرة في النهائي, كما حقق مع منتخب الشباب كأس الصدافة, ولعب مع المنتخب الأول في كأس آسيا 92 وكأس القارات بالرياض.
وأيضا حقق سرور مع المنتخب أول بطولة خليجية كانت في الإمارات عام 94م. اعتزل اللعب عام 1423هـ وعمل كإداري بالنادي قبل أن يبتعد في عام 1432هـ.

## إسهاماته مع الشباب
- الفوز ببطولة كأس الاتحاد السعودي مرتين أعوام 1408هـ و1409هـ.
- الفوز ببطولة الدوري السعودي ثلاث مرات أعوام 1411هـ و1412هـ و1413هـ.
- الفوز ببطولة كأس ولي العهد ثلاث مرات اعوام 1413هـ و1416هـ و1419هـ.
- الفوز ببطولة كأس الخليج مرتين عام 1413هـ و1414هـ.
- الفوز ببطولة الأندية العربية أبطال الدوري مرتين أعوام 1413هـ و1420هـ.
- الفوز ببطولة النخبة العربية مرتين أعوام 1416هـ و1421هـ.
- الفوز بكأس الكؤوس الآسيوية عام 1422هـ.
- كان قائداً للفريق في آخر ثلاث بطولات توج بها مع الشباب.

## إسهاماته مع المنتخب
- تحقيق كأس العالم 89 للناشئين في استكلندا.
- تحقيق كأس الخليج 94 بالإمارات.
- وصافة كأس آسيا 92 باليابان.
- تحقيق وصافة كأس القارات 92 بالرياض.

## وصلات مصادر
حوار مع سالم سرور